# Abbeville, Louisiana
Abbeville är administrativ huvudort i Vermilion Parish i Louisiana. Vid 2010 års folkräkning hade Abbeville 12 257 invånare.